# Boudewijn Zenden
Boudewijn Zenden (Maastricht, Països Baixos, 15 d'agost de 1976) és un exfutbolista neerlandès que jugava en la posició de migcampista, tant per la banda dreta com per l'esquerra.

## Biografia
Inicià la seva carrera professional l'any 1993 a les files del PSV Eindhoven on guanyà la Copa neerlandesa de l'any 1996 i la Lliga neerlandesa de l'any 1997, fet que li valé per fitxar l'any 1998 pel poderós FC Barcelona de la mà de Louis Van Gaal.
A les files del conjunt blau-grana guanyà la Lliga espanyola de 1999. Posteriorment, l'any 2001 fou traspassat al Chelsea FC on no aconseguí massa èxit, amb el qual acabà sent cedit al Middlesbrough FC, on guanyà la Copa de la Lliga de 2004.
L'any 2005 fou contractat pel Liverpool FC on guanyaria la Supercopa d'Europa de futbol de 2005, la FA Cup de 2006 i la Community Shield de 2006, essent també finalista de la Lliga de Campions de la UEFA.
Una lesió de genoll l'apartà de l'equip anglès i, finalment, l'any 2007 fitxà per l'Olympique de Marsella amb el qual quedà subcampió de Lliga l'any 2009.

## Internacional
Debutà amb la selecció de futbol dels Països Baixos l'any 1997 en un partit enfront San Marino. A les files de la selecció neerlandesa ha disputat més de 50 partits, prenent part del Mundial de 1998 i les Eurocopes de 2000 i 2004.

## Clubs
- PSV Eindhoven (1993-1998)
- FC Barcelona (1998-2001)
- Chelsea FC (2001-2003)
- Middlesbrough FC (2003-2005)
- Liverpool FC (2005-2007)
- Olympique de Marsella (2007-2009)
- Sunderland AFC (2009-2011)

## Palmarès
- 1 Copa neerlandesa: 1996 (PSV Eindhoven)
- 1 Lliga neerlandesa: 1997 (PSV Eindhoven)
- 1 Lliga espanyola: 1999 (FC Barcelona)
- 1 Copa de la Lliga anglesa: 2004 (Middlesbrough FC)
- 1 Supercopa d'Europa: 2005
- 1 Copa anglesa: 2006
- 1 Supercopa anglesa: 2006